# Anisozyga undilinea
Anisozyga undilinea là một loài bướm đêm trong họ Geometridae.